# Superprestige 1994-1995
Navigation
1993-1994 1995-1996
La 13e édition du Superprestige s'est déroulée entre les mois d'octobre 1994 et février 1995. Elle comprenait neuf manches disputées par les élites. Le classement général a été remporté par Radomír Šimůnek sr. pour la troisième fois.

## Barème
Les 15 premiers de chaque course marquent des points pour le classement général suivant le tableau suivant :
| Position           | 1er | 2e | 3e | 4e | 5e | 6e | 7e | 8e | 9e | 10e | 11e | 12e | 13e | 14e | 15e |
| Classement général | 15  | 14 | 13 | 12 | 11 | 10 | 9  | 8  | 7  | 6   | 5   | 4   | 3   | 2   | 1   |

## Hommes élites

### Résultats
| # | Date         | Lieu                                   | Vainqueur           | Deuxième            | Troisième           | Leader du classement général |
| - | ------------ | -------------------------------------- | ------------------- | ------------------- | ------------------- | ---------------------------- |
| 1 | 1er octobre  | Plzeň (Grand Prix Škoda)               | Radomír Šimůnek sr. | Marc Janssens       | Pavel Elsnic        | Radomír Šimůnek sr.          |
| 2 | 15 octobre   | Gavere (Cyclo-cross d'Asper-Gavere)    | Daniele Pontoni     | Marc Janssens       | Erwin Vervecken     | Marc Janssens                |
| 3 | 1er novembre | Gieten (Cyclo-cross de Gieten)         | Paul Herijgers      | Radomír Šimůnek sr. | Marc Janssens       |                              |
| 4 | 15 novembre  | Milan (Trofeo Mamma & Papà Guerciotti) | Radomír Šimůnek sr. | Daniele Pontoni     | Wim de Vos          |                              |
| 5 | 1er décembre | Wetzikon (GP Wetzikon)                 | Richard Groenendaal | Beat Wabel          | Adrie van der Poel  |                              |
| 6 | 10 décembre  | Diegem (Cyclo-cross de Diegem)         | Adrie van der Poel  | Richard Groenendaal | Paul Herijgers      |                              |
| 7 | 20 décembre  | Overijse (Druivencross)                | Adrie van der Poel  | Wim de Vos          | Richard Groenendaal |                              |
| 8 | 30 décembre  | Silvelle (GP Selle Italia)             | Paul Herijgers      | Radomír Šimůnek sr. | Luca Bramati        |                              |
| 9 | 1er février  | Harnes (Cyclo-cross de Harnes)         | Richard Groenendaal | Adrie van der Poel  | Radomír Šimůnek sr. | Radomír Šimůnek sr.          |

### Classement général
| Pos | Coureur             | Points |
| --- | ------------------- | ------ |
| 1   | Radomír Šimůnek sr. | 104    |
| 2   | Richard Groenendaal | 101    |
| 3   | Adrie van der Poel  | 99     |
| 4   | Marc Janssens       | 80     |
| 5   | Daniele Pontoni     | 78     |
| 6   | Peter Van Santvliet | 68     |
| 7   | Wim de Vos          | 65     |
| 8   | Paul Herijgers      | 65     |
| 9   | Radovan Fořt        | 61     |
| 10  | Erwin Vervecken     | 50     |